# Iliuixin
Iliuixin, rus: Илью́шинtambé coneguda com a Oficina de Disseny Iliuixin (en rus: Авиационный комплекс имени С. В. Ильюшина), és una oficina de disseny i fabricant d'aeronaus rus, fundada per Serguei Iliuixin. Començà la seva activitat el 13 de gener de 1933, per ordre de P.I. Baranov, Cap del Departament Principal de la Indústria Aeronàutica de la Unió Soviètica.
Iliúixin ha desenvolupat aeronaus per a diverses finalitats des de la seva fundació.
Tot i que Iliuixin és una empresa estatal, disposa d'una subsidiària, Aviation Industries Ilyushin creada el 1992 per a treballar com a oficina de marketing i d'atenció al client d'Iliuixin.
El 2006, el Govern de Rússia fusionà el 100% de les accions de Mikoian amb Iliuixin, Irkut, Sukhoi, Túpolev i Iàkovlev per crear una nova companyia, anomenada OAK, sigles de Obiedinénnaia Aviastroítelnaia Korporàtsia rus: Объединенная Авиастроительная Корпорацияon Mikoian i Sukhoi van ser col·locades dins de la mateixa unitat operativa.

## Aparells més destacats d'Iliuixin
- Il-2 (Xturmovik)
- Il-4
- Il-10 Xturmovik
- Il-12 'Coach'
- Il-14 'Crate'
- Il-18 'Coot'
- Il-20 'Coot-A'
- Il-28 'Beagle'
- Il-32 Prototip
- Il-32 Planador
- Il-32 Prototip
- Il-38 'May'
- Il-62 'Classic'
- Il-76 'Candid'
  - A-50 'Mainstao', variant AWACS del Il-76.
  - Il-78 'Midas', variant per a reabastir-se en vol del Il-76.
- Il-80 'Maxdome'
- Il-86 'Camber'
- Il-96[5]

- Il-102
- Il-103
- Il-112
- Il-114

## Galeria d'imatges
|  |  |  |